# 沃孔库尔-内沃赞
沃孔库尔-内沃赞（法語：Vauconcourt-Nervezain，法語發音：[vokɔ̃kuʁ nɛʁvəzɛ̃]）是法国上索恩省的一个市镇，属于沃苏勒区。该市镇于1970年由原市镇沃孔库尔（Vauconcourt）和内沃赞（Nervezain）合并而成。

## 地理
沃孔库尔-内沃赞（47°39'35"N, 5°49'36"E）面积18.43 平方千米，位于法国勃艮第-弗朗什-孔泰大區上索恩省，该省份为法国东部内陆省份，北起顺时针与孚日省、贝尔福地区省、杜省、汝拉省、科多尔省和上马恩省接壤。
与沃孔库尔-内沃赞接壤的市镇（或旧市镇、城区）包括：科尔诺、孔夫拉库尔、弗勒雷莱拉翁库尔、格朗德库尔、蒙圣莱热、拉罗什莫雷、特莱。
沃孔库尔-内沃赞的时区为UTC+01:00、UTC+02:00（夏令时）。

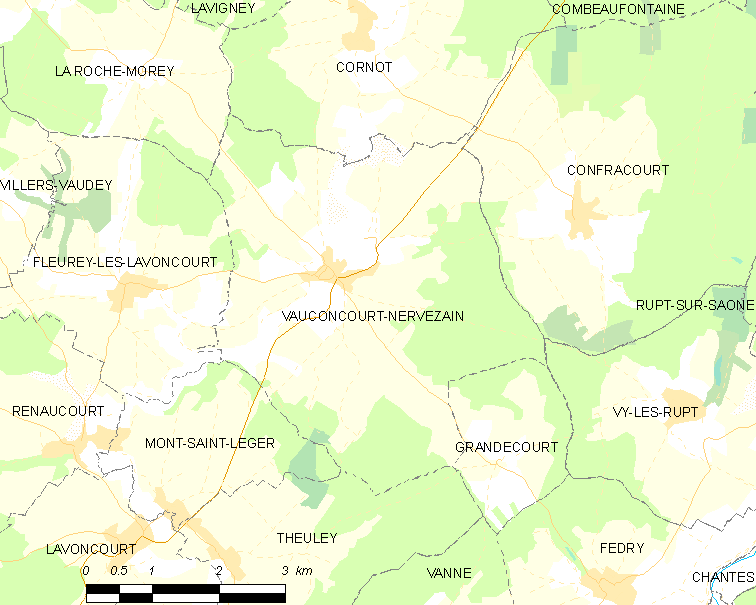
沃孔库尔-内沃赞的OSM定位图

## 行政
沃孔库尔-内沃赞的邮政编码为70120，INSEE市镇编码为70525。

## 政治
沃孔库尔-内沃赞所属的省级选区为萨隆河畔当皮埃尔县。

## 人口

1962-2008年间沃孔库尔-内沃赞人口变化图示

沃孔库尔-内沃赞于2022年1月1日时的人口数量为219人。